# 関新吾

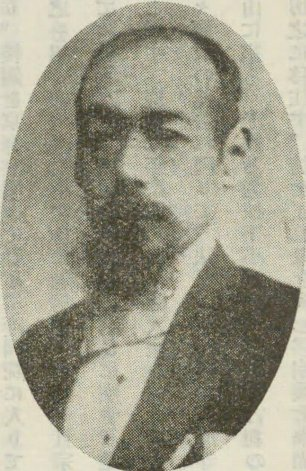
関新吾

関 新吾（せき しんご、嘉永7年5月23日（1854年6月18日） - 大正4年（1915年）9月13日）は、日本のジャーナリスト、内務官僚、政治家。福井県知事。号は黄蕨、または清高道人。

## 経歴
父は岡山藩の藩儒・関升三。明治7年（1874年）、小松原英太郎・坪田繁・千賀鶴太郎らとともに上京し慶應義塾（現在の慶應義塾大学）に学ぶ。慶應義塾に在学中から新聞に投書して言論の自由を唱えていた。
『評論新聞』『大阪日報』などで言論の自由を唱え、民権の伸張に努めた。しかし自由党の結成にあたってはこれと一線を画し、明治13年（1880年）に政府に入って元老院書記官となった。明治15年（1882年）、太政官に転じて、創刊期の官報の編集にあたった。
明治21年（1888年）、内務省に移り、大分県書記官、新潟県書記官を歴任した。日清戦争の際には、大本営の置かれた広島県の書記官として対応に尽力した。明治30年（1897年）、福井県知事に就任。明治32年（1899年）に退官後は、大阪朝日新聞社に入り、明治38年（1905年）に山陽新報社の社長に就任した。その他、岡山県教育会長、岡山市会議員を務めた。

## 栄典
位階
- 1897年（明治30年）8月20日 - 正五位[2]

勲章
- 1895年（明治28年）10月31日 - 勲五等瑞宝章[3]
- 1898年（明治31年）6月28日 - 勲四等瑞宝章[4]